# Aljustrel
Aljustrel – miejscowość w Portugalii, leżąca w dystrykcie Beja, w regionie Alentejo w podregionie Baixo Alentejo. Miejscowość jest siedzibą gminy o tej samej nazwie.

## Demografia
| Liczba ludności gminy Aljustrel (1801–2011) | Liczba ludności gminy Aljustrel (1801–2011) | Liczba ludności gminy Aljustrel (1801–2011) | Liczba ludności gminy Aljustrel (1801–2011) | Liczba ludności gminy Aljustrel (1801–2011) | Liczba ludności gminy Aljustrel (1801–2011) | Liczba ludności gminy Aljustrel (1801–2011) | Liczba ludności gminy Aljustrel (1801–2011) | Liczba ludności gminy Aljustrel (1801–2011) | Liczba ludności gminy Aljustrel (1801–2011) |
| ------------------------------------------- | ------------------------------------------- | ------------------------------------------- | ------------------------------------------- | ------------------------------------------- | ------------------------------------------- | ------------------------------------------- | ------------------------------------------- | ------------------------------------------- | ------------------------------------------- |
| 1801                                        | 1849                                        | 1900                                        | 1930                                        | 1960                                        | 1981                                        | 1991                                        | 2001                                        | 2004                                        | 2011                                        |
| 1878                                        | 4278                                        | 8214                                        | 15 276                                      | 18 181                                      | 12 870                                      | 11 990                                      | 10 567                                      | 9940                                        | 9 257                                       |

## Sołectwa
Sołectwa gminy Aljustrel (ludność wg stanu na 2011 r.):
- Aljustrel – 5137 osób
- Ervidel – 1005 osób
- Messejana – 892 osoby
- Rio de Moinhos – 741 osób
- São João de Negrilhos – 1482 osoby